# Il terrore dei Tongs
Il terrore dei Tongs (The Terror of the Tongs) è un film del 1961 diretto da Anthony Bushell.